# Inge Müller
Pour les articles homonymes, voir Müller.
Inge Müller, née Ingeborg Meyer le 13 mars 1925 à Berlin et morte le 1er juin 1966 dans la même ville, est une écrivaine allemande, connue notamment pour ses poèmes. 

## Biographie
Née en 1925, elle reçoit une éducation prussienne. Ses parents meurent pendant les bombardements de la capitale allemande dans les dernières années de la Seconde Guerre mondiale, et elle-même reste sous les décombres. « Ses parents avaient été tués. Elle a retiré les corps en morceaux de l'abri antiaérien et les a portés au cimetière », expliquera son troisième époux, Heiner Müller, précisant « Il en a résulté un traumatisme qui est resté ».
Dans l'après-guerre, elle vit en RDA, subsistant dans un premier temps grâce à de petits boulots : secrétaire, femme de ménage, ouvrière, etc. Elle se marie une première fois, et donne naissance à un fils. En 1948, elle épouse le directeur du Friedrichstadt-Palast. Elle devient membre du Parti socialiste unifié d'Allemagne (en allemand : Sozialistische Einheitspartei Deutschlands ou SED) et vit près d'Oranienburg, de 1954 à 1959. Elle y mène une existence privilégiée. Elle est l'auteure de pièces radiophoniques, de livres pour enfants.
Elle rencontre en 1953 le dramaturge Heiner Müller, encore peu connu. Elle l'aide matériellement, l'héberge à son domicile conjugal, puis cosigne plusieurs de ses pièces, telles que Die Korrektur [La Correction], Klettwitzer Bericht [Le rapport Klettwitz], ou encore Der Lohndrücker [L'Homme qui casse les salaires]. L'Homme qui casse les salaires, par exemple, est inspiré de l'histoire réelle d'un ouvrier stakhanoviste, un héros stalinien de par sa productivité. Elle se marie avec Heiner Müller en 1955, en troisième noces. La collaboration littéraire entre Inge et Heiner Müller est ambiguë. Elle souhaite initialement une communauté d'écriture, mais lui la considère davantage comme une collaboratrice, au rôle secondaire. 
Le couple est alors apprécié et choyé des autorités est-allemandes et reçoit le Prix Heinrich Mann en 1959. Puis les relations se tendent avec le régime communiste allemand et Heiner Müller est exclu de l'Association nationale des écrivains, au début des années 1960, ce qui équivaut à une interdiction professionnelle.
Elle se suicide en 1966 à l'âge de 41 ans. Une plaque commémorative figure sur l'immeuble, à Berlin dans la partie correspondant à l'ex-RDA, où ce suicide s'est produit et où le couple avait emménagé en 1959. Ce suicide est évoqué dans plusieurs des œuvres ultérieures d'Heiner Müller. Il constitue aussi le point de départ d'un récit datant de 1975/1976, Todesanzeige [Avis de décès], où Heiner Müller raconte sa découverte du corps de sa femme.
Mais l'œuvre désormais considérée comme majeure d'Inge Müller est publiée vingt ans après sa mort. C'est un recueil de poèmes, Wenn ich schon sterben muß [Puisqu'il faut bien que je meure]. C'est une œuvre intime, où elle parle vraiment d'elle-même, recourant à la parataxe, avec des poèmes courts, qui semblent quelquefois des comptines mais à la tonalité tragique. Elle y évoque ses souvenirs, son traumatisme, et son malaise existentiel.